# Vsevolod Vsevolodski-Gerngross
Vsevolod Nikolaïevitch Vsevolodski-Gerngross  (en russe : Всеволод Николаевич Всеволодский-Гернгросс) né le 25 septembre 1882 à Saint-Pétersbourg et mort le 26 octobre 1962 à Moscou, est un acteur russe et soviétique, docteur en arts et professeur.

## Biographie
Vsevolod Gerngross est issu de la noblesse. Il est diplômé de l'École des mines de Saint-Pétersbourg en 1909 et des Cours dramatiques supérieurs de Saint-Pétersbourg l'année précédente, en 1908.
De 1909 à 1919 il est acteur au théâtre Alexandra et dans d'autres théâtres. Vsevolodski est son pseudonyme de scène. Il commence parallèlement en 1907 des recherches historiques sur le théâtre russe ancien et des XVIIIe et XIXe siècles sur les arts populaires.
Il enseigne de 1910 à 1949 à l'Institut des arts de la scène à Léningrad et à l'Académie russe des arts du théâtre à Moscou, avec le titre de professeur à partir de 1921. Il obtient celui de docteur es arts en 1936.
Il est le fondateur en novembre 1918 de l'Institut du mot vivant à Petrograd, qu'il dirige jusqu'en 1923. Il fait également des conférences sur les arts de la scène à l'École Tenichevski.

## Ouvrages
- (ru) « Театральные здания в Санкт-Петербурге в XVIII столетии » [« La construction des théâtres à Saint-Pétersbourg au XVIIIe siècle »], Старые Год,‎ février mars 1910 ;
- (ru) История театрального образования в России [« Histoire de la formation théâtrale en Russie »], t. 1, Saint-Pétersbourg,‎ 1912 ;
- (ru) История русского театра [« Histoire du théâtre russe »], t. 1 et 2, Leningrad - Moscou,‎ 1929 ;
- (ru) Игры народов СССР. Сб. материалов [« Jeux des peuples de l'URSS. Recueil de matériaux »], Moscou - Leningrad ;
- (ru) Краткий курс истории русского театра… [« Un bref cours d'histoire du théâtre russe ... »], Moscou,‎ 1936 ;
- (ru) Хрестоматия по истории русского театра [« Chrestomatie de l'histoire du théâtre russe »], Moscou,‎ 1936 ;
- (ru) И. А. Дмитриевской [« I. A. Dmitrievskoï »], Moscou - Leningrad,‎ 1945 ;
- (ru) Русский театр. От истоков до середины XVIII века [« Le théâtre russe. Des origines jusqu'au milieu du XVIIIe siècle »], Moscou,‎ 1957 ;
- (ru) Русский театр второй половины XVIII века [« Le théâtre russe de la seconde moitié du XVIIIe siècle »], Moscou,‎ 1960 ;
- (ru) « ӨЕАТРОН. История и теория зрелищ. Вып. 3). Републикация монографии 1912 года. », dans Театр в России в эпоху Отечественной войны [« THEATRON. Histoire et théorie du jeu. Vol 3. Reproduction d'une monographie de 1912 »] (В. А. Харламовой), Saint-Pétersbourg, Чистый лист,‎ 2012.